# Nashville: The Original Motion Picture Soundtrack
Nashville: The Original Motion Picture Soundtrack è la colonna sonora del film Nashville (1975) di Robert Altman.

## Tracce
1. It Don't Worry Me – 2:47 (scritta e interpretata da Keith Carradine)
2. Bluebird – 3:35 (Ronee Blakley; interpretata da Timothy Brown)
3. For the Sake of the Children – 3:18 (Richard Baskin; interpretata da Henry Gibson)
4. Keep A-Goin' – 2:49 (Richard Baskin; interpretata da Henry Gibson)
5. Memphis – 2:07 (scritta e interpretata da Karen Black)
6. Rolling Stone – 3:57 (scritta e interpretata da Karen Black)
7. 200 Years – 3:04 (Richard Baskin/Henry Gibson; interpretata da Henry Gibson)
8. Tapedeck in His Tractor – 2:20 (scritta e interpretata da Ronee Blakley)
9. Dues – 3:40 (scritta e interpretata da Ronee Blakley)
10. I'm Easy – 3:02 (scritta e interpretata da Keith Carradine)
11. One, I Love You – 2:37 (Richard Baskin; interpretata da Henry Gibson e Ronee Blakley)
12. My Idaho Home – 3:06 (scritta e interpretata da Ronee Blakley)
13. It Don't Worry Me (reprise) – 3:57 (Keith Carradine; interpretata da Barbara Harris)